# Коридор Силигури
Коридор Силигури (познат и као кокошији врат) је уски појас индијске територије ширине од 21 до 40 километра у савезној држави Западни Бенгал који повезује индијске североисточне државе са остатком Индије. Коридор има велики значај за Индију, која у њему има распоређене значајне војне и полицијске снаге.
Савезне државе које се налазе североисточно од коридора су биле познате као седам сестара, док им се 1975. није придружила монархија Сиким, као осма савезна држава.

## Стратешки значај
Индијски стратези се прибојавају да би у случају хипотетичког будућег рата са Кином, кинеске снаге могле заузети коридор и тако подијелити територију Индије на два дијела. Стратешки значај коридора и неријешено питање граница између Индије и Кине, као и Кине и Бутана, доводило је у прошлости до тензија између Индије и Кине. Ово се нарочито односи на питање границе између Кине и Бутана у области висоравни Доклам, на тромеђи између три државе. Индија сматра да би контрола над овом висоравни дала Кини могућност да покрене војну акцију с циљем заузимања коридора.